# Cymodoce truncata
Cymodoce truncata är en kräftdjursart som beskrevs av Leach 1814. Cymodoce truncata ingår i släktet Cymodoce och familjen klotkräftor. Inga underarter finns listade i Catalogue of Life.